# Хорамакасы
Хорамакасы́ (чув. Хурамакасси) — деревня в Чебоксарском районе Чувашской Республики. Входит в состав Ишлейского сельского поселения.

## География
Находится в северной части Чувашии, почти на расстоянии приблизительно 18 км на запад по прямой от районного центра поселка Кугеси.

## История
Известна с 1747 года, когда здесь было учтено 142 мужчины. В 1795 году было учтено 49 дворов, 351 житель, в 1858—298 жителей, в 1897—360, в 1926 — 92 двора, 406 жителей, в 1939—376 жителей, в 1979—278. В 2002 году был 71 двор, в 2010 — 69 домохозяйств. В период коллективизации был образован колхоз «Активист», в 2010 году действовало ООО "Агрофирма «Надежда».

## Население
Постоянное население составляло 190 человек (чуваши 96 %) в 2002 году, 181 в 2010.